# مارين
مارين (بالفارسية: مارین) هي منطقة سكنية تقع في إيران في Boyer Ahmad-e Garmsiri Rural District. يقدر عدد سكانها بـ 393 نسمة .